# Georg Renkewitz

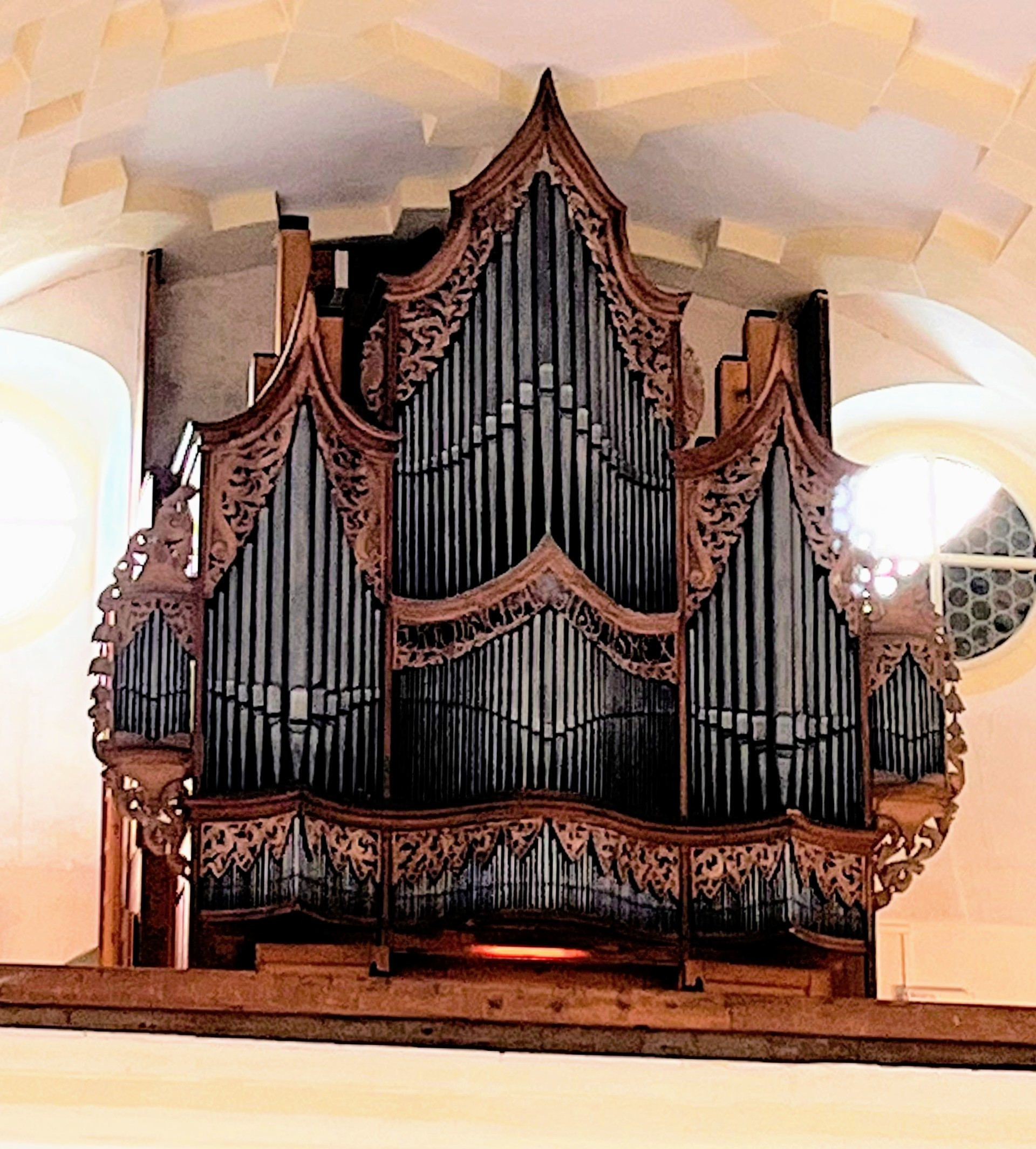
Renkewitz-Orgel von 1784

Georg Renkewitz (auch George Renckewitz; * 29. Dezember 1687 in Mulda, Kurfürstentum Sachsen; † 12. August 1758 in Schellenberg, Kurfürstentum Sachsen) war ein Organist und Orgelbauer in Augustusburg.

## Leben und Werk
Georg Renkewitz lebte in Reichenau bei Frauenstein und machte eine Ausbildung zum Lehrer in Burkersdorf. Er erlernte den Orgelbau bei Gottfried Silbermann. Er soll auch ein guter Uhrmacher gewesen sein.
1718 wurde er als Organist, vermutlich auch als Kantor und Lehrer, in Schellenberg angestellt. 1720 reparierte Georg Renkewitz die Orgel in Mittweida, 1725 in St. Jacobi in Chemnitz. 1740 begann er den Bau einer Orgel für die Schlosskapelle der Augustusburg, die erst 1784 durch Carl Gottfried Bellmann fertiggestellt wurde. Diese ist nach Umbauten erhalten, ursprünglich mit I/P, 18, jetzt I/P, 15.